# جماز بن قاسم
الشريف أبو مزروع ودي بن جماز بن شيحة بن هاشم بن قاسم بن مهنا بن حسين بن مهنا بن داود بن القاسم بن عبيد الله بن طاهر بن يحيى بن الحسن بن جعفر بن عبد الله ابن الحسين بن زين العابدين ابن الحسين بن علي بن أبي طالب الحسيني الهاشمي وهو جد قبائل الأشراف الجمامزة في مصر 
نشأ بين أهله حكام المدينة المنورة لعدة قرون، وكان أبوه جماز بن شيحة أميراً للمدينة حتى عام 700 هـ، حيث تنازل فيه عن الإمارة لولده منصور بسبب ضعفه وكبر سنه.
استقر بعدها أبناء الشيخ سلامة ابن حفيد الشريف جماز بن قاسم في المدينة المنورة إلى يومنا هذا ولقبوا بعائلة (سلامة) وأحدهم الصائغ (محمد حسن) وهو الابن الأول وأكبر أبناء الشيخ سلامة.
انتزع ودي بن جماز الامارة في صفر سنة 727 هـ من أبناء اخيه ثابت بن جماز بن شيحة، وتوجه لمصر طمعاً في الاستمرار بالامارة، فاعتقل هناك واستمر طفيل أميراً، أزيد من ثمان سنين بأيام، فوليها ودي في شوال سنة ست وثلاثين وسبعمائة، ثم عاد طفيل عنوة سنة ثلاث وأربعين، واستمر أميراً، حتى صرف سنة خمسين، فخرج عنها بعد نهب أصحابه لها، وقصد مصر، فاعتقل بها حتى مات معتقلاً في شوال سنة اثنتين وخمسين.
الأمير الشريف جمال الدين جماز بن القاسم بن مهنا الأعرج بن شهاب الدين الحسين بن مهنا الأكبر بن داود بن القاسم بن عبيد الله بن طاهر بن يحيى بن الحسن بن جعفر بن عبيد الله الأعرج بن الحسين الأصغر بن علي زين العابدين بن الحسين بن علي بن أبي طالب الهاشمي. أمير المدينة المنورة من 583هـ إلى 600هـ، وأحد أمراء إمارة آل مهنا.وعقبه يقال لهم الجمامزة.
ويقطن الجمامزة صعيد مصر بمحافظة قنا حيث ان استقر معظم احفاد الأمير الشريف جمال الدين جمازهناك ولهم هناك عقب منتشر كما ان للجمامزة فرع بقى في قرية كوم الأشراف التي كانت أول مكان استقر فيه احفاد الأمير عند وصولهم مصر في محافظة الشرقية مركز الزقازيق، قريبا من القاهرة ومدن القناة ومحافظة الدقهلية، حيث يقطن أغلبية ذرية أهل هذه القرية محدودة المساحة والسكان تلك الأماكن العمرانية المجاورة.
ينقسم الجمامزة في صعيد مصر إلى:
الأشراف البحرية وهم (البطاطخة - المخادمة - الشويخات -اولاد سرور—الجزيرية -عزبة حامد)
الأشراف القبلية وهم (الخربة - الدغيمات - الكوم -الدومة - نجع عبودي)
الأشراف الشرقية وهم (نجع الحي - نجع حمد الله - الدومة) 
الأشراف الغربية وهم (الكراوين - العسيلية - الخصاص - النوابعة). ويوجد في البراهمة آل مرعي بن دغيم بن هاشم ،( وهم من يطلق عليهم المراعى كل هؤلاء هم ذرية هاشم وجماز الثانى بن مهنا بن الأمير الشريف جمال الدين جماز واختلفت بعض آراء النسابة فمنهم من قال ان هاشم ليس شقيق بل هو من ذرية مهنا وجماز الثاني. ويسمى فرع الأشراف في قرية كوم الأشراف محافظة الشرقية النوائل نسبة إلى نائل بن جماز الثاني بن مهنا المذكور. ينقسم النوائل إلى ال مهنا (سالم - فياض - مصطفى) وآل مقدم (الزنفلي - عطيوة - علي) ومنهم عائلات كثيرة معروفة في الدلتا والقاهرة والقناة والوجه البحري مثل فياض وبيومي وعلي وفا وجودة وآل احمد عرابي وفروع كثير مثل كمال والسعيد وإسماعيل عطيه في القاهرة.

## وصلات خارجية
http://www.alnssabon.com/t48709.html